# Бонорва
Боно̀рва (на италиански: Bonorva; на сардински: Bonòlva, Бонолва) е малко градче и община в Южна Италия, провинция Сасари, автономен регион и остров Сардиния. Разположено е на 508 m надморска височина. Населението на общината е 3728 души (към 2010 г.).